# Michael Horak
Pas d'image ? Cliquez ici

a Compétitions nationales et continentales officielles uniquement.

b Matchs officiels uniquement.
Michael John Horak, est né le 3 juin 1977 à Johannesburg (Afrique du Sud) est un joueur international anglais d'origine sud-africaine de rugby à XV, jouant au poste d'arrière ou d'ailier.
Il joue avec l'équipe d'Angleterre une fois le 22 juin 2002.

## Biographie
Michael Horak a été recruté à l'âge de 19 ans par Bob Dwyer pour les Leicester Tigers et il se retrouve titulaire à l'arrière, à la place de John Liley et de l'international fidjien Waisale Serevi. Il évolue également pour l'équipe d'Angleterre des moins de 21 ans. 
Cependant, après le recrutement de Tim Stimpson et Geordan Murphy, il se retrouve remplaçant. Il suit alors Dwyer à Bristol avant de signer aux London Irish en 2001. 
Il cumule 121 places de titulaires pour 33 essais marqués chez les Irish.

## Statistiques en équipe nationale
- 1 sélection avec l'équipe d'Angleterre contre l'Argentine
- Sélection par année : 1 en 2002